# 渡辺梢
渡辺 梢（わたなべ こずえ、1986年4月10日 - ）は、日本の競泳選手。専門はバタフライ。

## 経歴
群馬県北群馬郡吉岡町出身。吉岡町立吉岡中学校、群馬県立渋川女子高等学校を経て、柴田亜衣が学んだ鹿屋体育大学体育学部を2009年に卒業。同大学に入った2005年のユニバーシアード・イズミル大会で2種目入賞を果たした。

## 戦績
- 2001年 全国中学選手権100mバタフライ優勝
- 2002年 Australia's Olympic Youth Festival 100mバタフライ3位
- 2003年 全国高校選手権200mバタフライ2位
- 2004年 全国高校選手権200mバタフライ優勝
- 2005年 イズミルユニバーシアード出場。100mバタフライで5位・50mバタフライで7位入賞